# Tahar Cherif El-Ouazzani
Tahar Chérif El-Ouazzani (in arabo جمال مناد‎?; Orano, 10 luglio 1967) è un allenatore di calcio ed ex calciatore algerino, di ruolo centrocampista.

## Palmarès

### Club
- Campionato algerino: 2

MC Oran: 1988, 1993
- Coppa di Algeria: 2

MC Oran: 1985, 1996

### Nazionale
- Coppa d'Africa: 1

Algeria 1990